# Covington (Teksas)
Covington – miasto w Stanach Zjednoczonych, w stanie Teksas, w hrabstwie Hill.